# هیپ‌هاتو تکون بده
«هیپ‌هاتو تکون بده» (به انگلیسی: Move Ya Hips) ترانه‌ای از رپر آمریکایی ایسپ فرگ به‌همراهٔ رپر ترینیدادی نیکی میناژ و رپر آمریکایی میداین‌توکیو می‌باشد. این ترانه در ۳۰ ژوئیهٔ سال ۲۰۲۰ به‌عنوان تک‌آهنگ اصلی سومین میکس‌تیپ ایسپ فرگ تحت عنوان صندلی‌های نزدیک صحنه دو منتشر گردید. در این قطعه، فرگ و میناژ دربارهٔ سبک زندگی مرفه‌شان به رپ می‌پردازند و میداین‌توکیو با ضرب‌آهنگی شاد و پرجنب و جوش بخش کورس را به اجرا درمی‌آورد.